# Třída Ahmed Al-Fateh
Třída Ahmed Al-Fateh je třída raketových člunů bahrajnského královského námořnictva. Třídu tvoří čtyři jednotky postavené německou loděnicí Lürssen na základě jejího typu TNC 45 (číslo označuje délku trupu). Všechny jsou stále v aktivní službě.

## Stavba
V německých loděnicích Lürssen byly postaveny čtyři jednotky této třídy, pojmenované Ahmed Al-Fateh (20), Al-Jabri (21), Abdullah Al-Fadil (22) a Al Taweelah (23). Do služby byly zařazeny v letech 1984– 1990. Od roku 1999 všechny prošly generální opravou.
Jednotky třídy Ahmed Al-Fateh:
| Jméno                  | Vstup do služby | Osud    |
| ---------------------- | --------------- | ------- |
| Ahmed Al-Fateh (20)    | 5. února 1984   | aktivní |
| Al-Jabri (21)          | 7. února 1985   | aktivní |
| Abdullah Al-Fadil (22) | 21. dubna 1987  | aktivní |
| Al Taweelah (23)       | 5. února 1990   | aktivní |

## Konstrukce

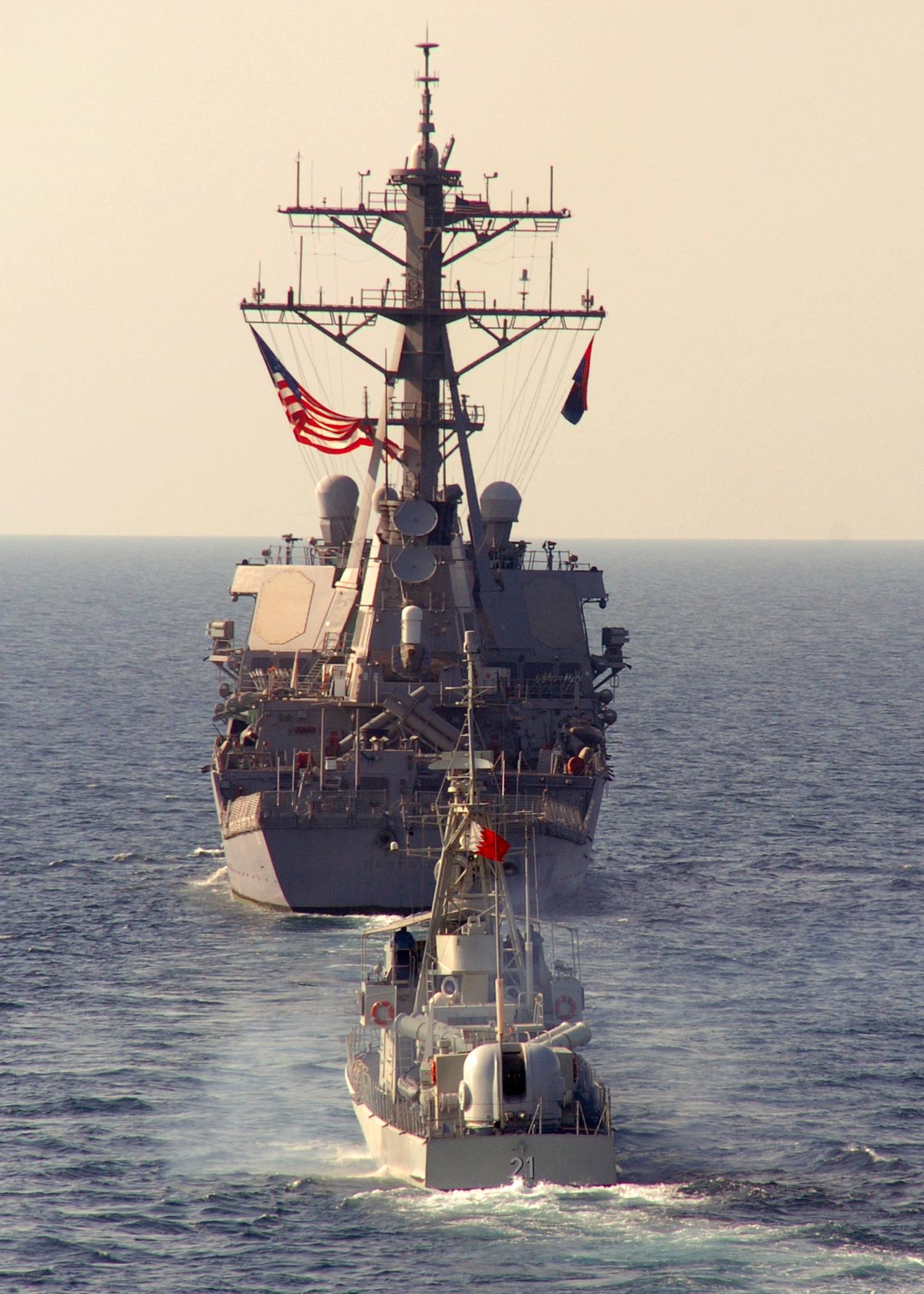
Americký torpédoborec USS Benfold (DDG-65) s raketovým člunem Al-Jabri (21)

Plavidla nesou radar pro řízení palby PEAB 9LV200 a vrhač klamných cílů Dagaie. Hlavňovou výzbroj tvoří jeden 76mm kanón OTO Melara Compact na přídi, 40mm dvojkanón obranného systému DARDO na zádi a dva 12,7mm kulomety. Údernou výzbroj tvoří dva dvojnásobné vypouštěcí kontejnery pro protilodní střely MM.40 Exocet. Pohonný systém tvoří čtyři diesely MTU 16V 538 TB92, každý o výkonu 3410 hp, pohánějící čtyři lodní šrouby. Nejvyšší rychlost dosahuje 40 uzlů.

### Modernizace
Roku 2015 byla u evropské společnosti Leonardo objednána modernizace této třídy. Mimo jiné se jedná o instalaci nového bojového řídícího systému Leonardo a zajištění výcviku a údržby. Jako poslední námořnictvo v dubnu 2022 převzalo modernizovaný člun Al Taweelah.